# 2018年明亞巴士攻擊
2018年11月2日，一群蒙面槍手在埃及明亞省對一輛載運科普特人的巴士開火，造成7人死亡、12人受傷。當時共有三輛巴士，從索哈傑省出發，向北開往位於貝尼蘇韋夫省的懺悔者聖賽謬爾修道院。伊斯蘭國透過阿馬克新聞社宣稱其犯下此案。案發後兩天，埃及內政部表示犯案的19名武裝份子都已在明亞省以西的沙漠被警方擊斃。
7名遇難者中，有6人來自同個家庭，其中有包括一名15歲的男孩與12歲的女孩。週六（11月3日），上百人出席了科普特正教會在明亞為其中六名遇難者舉行的葬禮（另一名遇難者已於週五下葬）。教宗方濟各也在週日（11月4日）的彌撒中為遇難者禱告。
2017年5月26日即有一起類似案件在明亞省發生，當時伊斯蘭國的兇手也是對巴士與卡車開火，造成29人死亡、22人受傷的慘劇。